# 锦绣苋
锦绣苋又名毛蓮子草（学名：Alternanthera bettzickiana），俗稱旱生西洋菜或細葉枸杞菜，是苋科莲子草属的植物。分布于巴西以及中国各大城市等地，目前已由人工引种栽培。

## 别名
五色草（北京） 红草（广东） 红节节草、红莲子草（福建）

## 扩展阅读
- 維基物種上的相關：毛蓮子草